# Венера-Д
Вене́ра-Д — російський зонд для вивчення Венери, який буде запущений не раніше 2024-2027 року.

## Історія проєкту
У 2013 році була сформована група для розробки проєкту яка складалась зі спеціалістів з Росії і США, але робота була призупинена.
На 2016 рік відомо, що восени 2015 року проєкт був відновлений, переговори США та Росії тривали вже кілька років і на сьогодні планується, що місія буле запущена приблизно у 2025-2028 роках.

## Мета місії
Мета зонду — вивчення планети Венери, аналогічно з американським зондом Магеллан. «Венера-Д» буде першим венеріанським зондом, запущеним Російською Федерацією. «Венера-Д», швидше за все, буде запущена з використанням ракети-носія «Протон», з космодрому Байконур.

## Завдання місії
Головним завданням місії є дослідження складу атмосфери, поверхні Венери і дослідження причин зникнення води з цієї планети. До складу човна входить орбітальний блок, апарат приземлення і як мінімум два аеростатних зонди. З орбітального блоку, який буде працювати на орбіті Венери тривалий час, будуть спущені два аеростатних зонди. Один із них буде знаходитися на висоті 55—60 км від поверхні планети, інший — під хмарами, на висоті 45—50 км. Термін роботи аеростатних зондів — більше восьми діб. Апарат приземлення повинен пропрацювати на поверхні планети біля трьох годин. За цей час апарат повинен передати на Землю всю заплановану інформацію.

## Варіанти та перспективи
У випадку, якщо для місії «Венера-Д» буде використана ракета «Зеніт», то вже до запланованої апаратури може бути доданий дрейфуючий зонд (вітроліт), який протягом одного місяця буде функціонувати на висоті 45—50 км. Якщо буде використана ракета-носій важкого класу «Протон-М», то до складу експедиції буде включено італійський радар. Старт апарата призначений на 6 грудня 2016 року, а 16 травня 2017 року «Венера-Д» повинна досягти орбіти Венери.
У майбутньому планується створення станції «Венера-Глоб», завданням якої буде всебічне дослідження Венери. До її складу увійдуть: орбітальний апарат, довготривала венеріанська станція, аеростатні зонди, і можливо венерохід.